# Pierre de Tolède
Pour le vice-roi de Naples, voir Pierre Alvarez de Tolède (1484-1553).
Pour le général des Galères et le gouverneur du duché de Milan, voir Pierre Alvarez de Tolède (1546-1627).
Pierre de Tolède est un traducteur significatif du XIIe siècle de Tolède, d'origine chrétienne et connaissant l'arabe.

## Biographie
Il participe notamment à la traduction du Coran sous la direction de Pierre le Vénérable (Lex Mahumet pseudoprophete).  Il traduit aussi l'Apologie d'Al-Kindi.